# Arthur Pauli
Pour les articles homonymes, voir Pauli (homonymie).
Arthur Pauli, né le 14 mai 1989 à Ehenbichl (Tyrol), est un sauteur à ski autrichien, de descendance polonaise.

## Carrière
Il est né d'un père polonais, lui même athlète et d'une skieuse à ski et il est également porteur de la nationalité polonaise.
Membre du club SC Ehrwald, il commence sa carrière internationale lors de la saison 2003-2004. Un an plus tard, il devient vice-champion du monde junior en individuel derrière Joonas Ikonen. En 2006, il gagne la compétition par équipes aux Championnats du monde junior à Kranj et monte sur son premier podium dans la Coupe continentale à Bischofshofen au mois de mars, avant de gagner sa première manche en décembre 2006 à Rovaniemi.
Il fait ses débuts en Coupe du monde en 2007 et obtient un top 10 dès sa deuxième apparition à Bischofshofen (sixième), ainsi qu'à Klingenthal (sixième aussi). Un mois plus tard, il gagne le concours par équipes de Willingen avec Andreas Kofler, Wolfgang Loitzl et Gregor Schlierenzauer. Il établit un meilleur classement général encore meilleur en 2008, avec le 21e rang final, malgré une blessure en pré-saison.
Il termine sa carrière en 2010, à l'âge de 21 ans, insuffisamment remis d'un accident de saut à ski qui a eu lieu en 2008 à Bischofshofen. Il se reconvertit en tant qu'entraîneur, d'abord aux Pays-Bas puis en Autriche.

## Palmarès

### Championnats du monde junior
- Championnats du monde junior 2005 à Rovaniemi :
  -  Médaille d'argent en individuel.
- Championnats du monde junior 2006 à Kranj :
  -  Médaille d'or par équipes.

### Coupe du monde
- Meilleur classement général : 21e en 2008.
- Meilleur résultat individuel : 6e à deux reprises.
- 1 victoire par équipes.

#### Classements généraux annuels
| Année | Rang |
| 2007  | 35e  |
| 2008  | 21e  |

### Coupe continentale
- 5e du classement général en 2007.
- 6 podiums, dont 2 victoires.